# Charles H. Bigelow House

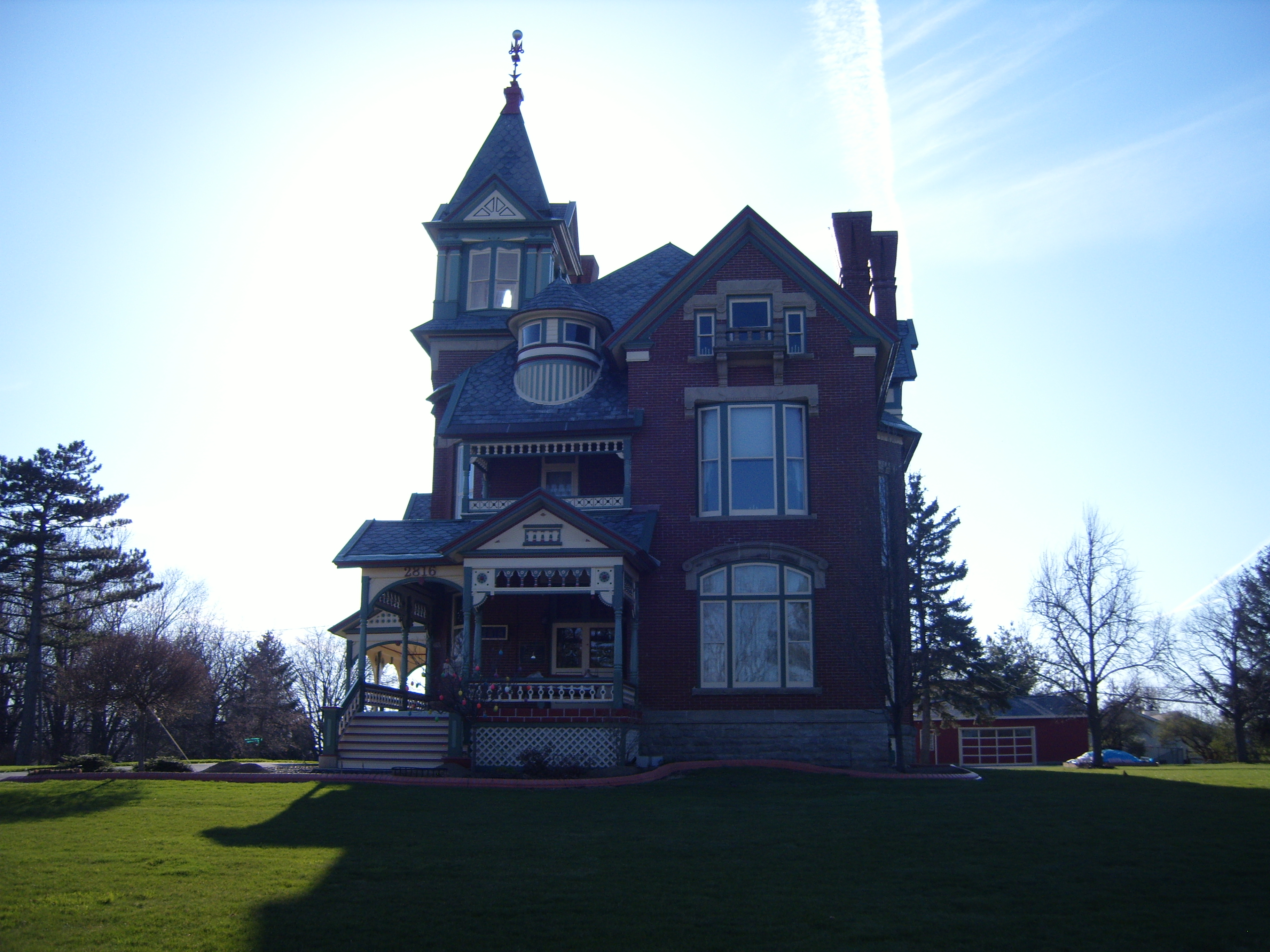
Charles H. Bigelow House

Das Charles H. Bigelow House ist ein historisches Gebäude in Findlay, Ohio. Es gilt als ein feines Beispiel für eine Painted Lady oder polychrome Viktorianische Architektur und wurde am 29. März in das National Register of Historic Places eingetragen.

## Geschichte
Das Haus wurde zwischen 1888 und 1889 erbaut, in einer Zeit des wirtschaftlichen Wachstums in Findlay. Das Haus mit einer Wohnfläche von 700 m² wurde von dem Architekten Henry Oswald Wurmser im Queen Anne Style entworfen. Der Eigentümer des Hauses, Charles Henry Bigelow, war der Sohn einer der frühen Siedler und baute auf das Erreichte seines Vaters auf, um ein erfolgreicher Farmer, Viehzüchter und Geschäftsmann zu werden. Bigelow war einer der Bewohner Findlays, dessen Vermögen mit dem regionalen Wirtschaftsboom am Ende des 19. Jahrhunderts wuchs, als in der Nähe Erdgasvorkommen gefunden wurden. Bigelow nahm May Vance, eine Verwandte des früheren Gouverneurs Ohios Joseph Vance, zur Frau.
Der Bau des Hauses in der Zeit des Erdgasbooms spiegelte sich in verschiedenen gasbetriebenen Ausstattungen wider. Zum Beispiel waren ursprünglich sieben gasbetriebene Feuerstellen und eine Gasbeleuchtung in das Haus eingebaut. Die einstige orientalische Laterne aus Messing am Treppenpfosten hat die Form eines Drachen und spuckte Feuer aus, wenn das Licht entzündet war. Alle Gasgeräte wurden später durch elektrisches Licht oder offene Holzkamine ersetzt. Die Außenfassade wurde 1989 restauriert und kremfarben, rot, grün, und einem helleren grün neu bemalt, um die Holzschnitzarbeiten zu betonen.
Das Haus wurde in dem 1992 erschienenen Buch America’s Painted Ladies: The Ultimate Celebration of our Victorians von Elizabeth Pomada und Michael Larsen vorgestellt, einem Katalog von herausragenden polychromen Häusern viktorianischer und edwardianischer Häuser.